# Sepulturas nos lugares de Montedouro e Pampelido

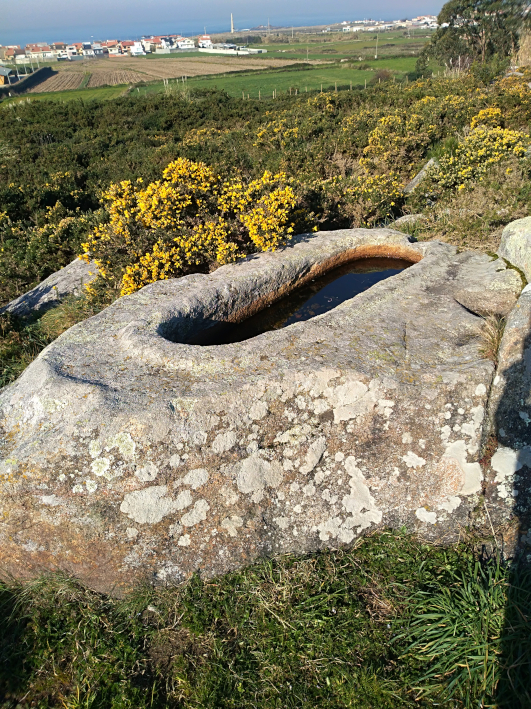
Sepulturas nos lugares de Montedouro e Pampelido

A Sepultura no lugar de Montedouro e a Sepultura no lugar de Pampelido localizam-se em Perafita, na atual freguesia de Perafita, Lavra e Santa Cruz do Bispo, no Município de Matosinhos, Distrito do Porto, em Portugal.
Separadas por cerca de 150 metros, constituem duas sepulturas escavadas na rocha granítica que remontam a algum momento entre o século IX e o XI. Constituem um dos monumentos medievais mais importantes na região, encontrando-se classificados como Imóvel de Interesse Municipal.